# Weltstadt mit Herz
Weltstadt mit Herz war der offizielle Slogan, den die bayerische Landeshauptstadt München von 1962 bis 2005 für ihr eigenes Stadtmarketing verwendete.

## Einführung
Gefunden wurde der Slogan in einem Wettbewerb, den das Fremdenverkehrsamt München gemeinsam mit der Süddeutschen Zeitung und dem Münchner Merkur 1962 durchführte. An dem Wettbewerb beteiligten sich über 14.000 Leser beider Zeitungen mit insgesamt über 40.000 Vorschlägen aus denen dann „München, Weltstadt mit Herz“ ausgewählt wurde.

## Nachfolge-Slogan
Die Fußball-Weltmeisterschaft 2006 in Deutschland gab 2005 den Anstoß für eine neue Imagekampagne der Stadt. Seitdem wirbt sie für sich mit dem Slogan Munich Loves You / München mag Dich.